# Île (roman)
Pour les articles homonymes, voir Île (homonymie) et Island.
Île (titre original : Island) est un roman de Aldous Huxley paru en 1962. Ouvrage testament, rédigé l'année précédant sa mort, Île regroupe des thèmes et des idées explorés par Huxley dans plusieurs de ses essais (Le Meilleur des mondes, Les Portes de la perception, La Philosophie éternelle).

## Résumé
Île suit la progression de Will Farnaby, journaliste et agent pour un magnat du pétrole, naufragé sur l’île fictive de Pala. Une société utopique y prospère depuis 120 ans. Celle-ci est issue de la rencontre d’un médecin écossais et du Raja de l’île de tradition bouddhiste Mahayana au milieu du XIXe siècle, décidant de marier le meilleur des traditions orientales et occidentales.
L'île est cependant convoitée par les appétits de Rendang, une nation voisine soumise à un système capitaliste. Île présente l'équilibre qui peut arriver à exister entre mouvement et méditation (soutenue par l'absorption d'un dérivé de la mescaline) à partir du moment où la tolérance et le respect prévalent. Cette « civilisation du syncrétisme » a été fondée par le fils d'un pasteur protestant et le fils d'un maharadja bouddhiste : elle est donc très industrieuse et entreprenante tout en pratiquant la méditation. Le système social exposé ici n'est pas sans intérêt : les enfants ont la possibilité de s'appuyer sur des adultes qui ne sont pas leurs parents biologiques — ce faisant, il y a une forme de garantie mutuelle de respect qui permet aussi la cohésion du groupe.
Autarcique, ou plus exactement, autonome, l'île possède des richesses qu'elle gère de façon respectueuse de l'environnement. Elle est cependant envahie un matin par son puissant voisin, Rendang, soumise à la dictature d'un colonel (le colonel Dipa), avec l'appui du jeune Rajah local, avide de puissance et d'argent, tout à fait sous l'influence d'une mère immergée dans les illusions des médiums.

## Philosophie
Le roman philosophique prend la forme d’un contre-pied utopique au Meilleur des Mondes, présentant une alternative sous forme d’une « troisième possibilité », dont les principes sont déjà évoqués dès 1946 dans la préface du même ouvrage :

« Si je devais réécrire maintenant ce livre, j'offrirais au Sauvage une troisième possibilité. Entre les solutions utopienne et primitive de son dilemme, il y aurait la possibilité d'une existence saine d'esprit — possibilité déjà réalisée, dans une certaine mesure, chez une communauté d'exilés et de réfugiés qui auraient quitté Le Meilleur des mondes et vivraient à l'intérieur des limites d'une Réserve. Dans cette communauté, l'économie serait décentraliste, à la Henry George, la politique serait kropotkinesque et coopérative. La science et la technologie seraient utilisées comme si, tel le Repos Dominical, elles avaient été faites pour l'homme, et non (comme il en est à présent, et comme il en sera encore davantage dans le meilleur des mondes) comme si l'homme devait être adapté et asservi à elles. La religion serait la poursuite consciente et intelligente de la Fin Dernière de l'homme, la connaissance unitive du Tao ou Logos immanent, de la Divinité ou Brahman transcendant.
Et la philosophie dominante de la vie serait une espèce d'Utilitarisme Supérieur, dans lequel le principe du Bonheur Maximum serait subordonné au principe de la Fin Dernière — la première question qui se poserait et à laquelle il faudrait répondre, dans chacune des contingences de la vie, étant : « Comment cette pensée ou cet acte contribueront-ils ou mettront-ils obstacle à la réalisation, par moi-même et par le plus grand nombre possible d'individus, à la fin dernière de l'homme ? »

— Préface au Meilleur des Mondes, Huxley (1946)